# Rafith Rodríguez
Rafith Rodríguez, född 1 juni 1989, är en friidrottare från Colombia. Han deltog vid olympiska sommarspelen 2012 och olympiska sommarspelen 2016.